# Jim Sundberg
James Howard Sundberg (Galesburg, Illinois, 18 de mayo de 1951), más conocido como Jim Sundberg, es un exjugador profesional estadounidense de béisbol que se desempeñó en la posición de cácher en las Grandes Ligas de Béisbol (MLB). Es poseedor de seis Guantes de Oro.

## Carrera
Sundberg jugó como profesional diez temporadas en Texas Rangers (1974-1983), después pasó a Milwaukee Brewers (1984), luego a Kansas City Royals (1985-1986), posteriormente a Chicago Cubs (1987-1988), y finalmente, a Texas Rangers, donde jugó dos temporadas (1988-1989), y fue el equipo en el que se retiró.

## Premios
Fue galardonado con el Guante de Oro en seis oportunidades (1976, 1977, 1978, 1979, 1980 y 1981).